# Modeller
Modeller è un programma per computer utilizzato nella produzione di modelli di omologia sia di strutture terziarie che di strutture quaternarie (anche se quest'ultimo caso è più raro) di proteine . Essa attua una tecnica ispirata alla risonanza magnetica nucleare, nota come satisfaction of spatial restraints, mediante la quale un insieme di criteri geometrici vengono utilizzati per creare una funzione di densità di probabilità per il calcolo della posizione di ciascun atomo nella proteina. Il metodo si basa su una sequenza di input di allineamento (formato *.ali del file) tra la sequenza amminoacidica che deve essere modellata e il modello di proteina la cui struttura è stata risolta.
Il programma include anche una funzionalità limitata per la predizione della struttura delle regioni loop di proteine tramite il metodo Ab initio, anche se i loop sono spesso molto variabili anche tra proteine omologhe, e quindi hanno una struttura difficile da prevedere mediante modellazione per omologia.
Modeller originariamente era stato scritto ed è attualmente gestito da Andrej Sali presso l'Università di California, San Francisco. Anche se è disponibile gratuitamente per uso accademico, l'interfaccia utente grafica s e le versioni commerciali sono distribuiti da Accelrys. Un GUI liberamente disponibile per Modeller chiamato EasyModeller è stato sviluppato da Kuntal Kumar Bhusan presso l'Università di Hyderabad, in India. Una nuova versione di EasyModeller (EasyModeller 2.0) è stato recentemente pubblicato e disponibile per il download gratuito.